# 橙斑窄額魨
橙斑窄額魨為輻鰭魚綱魨形目四齒魨亞目四齒魨科的其中一種，為熱帶海水魚，分布於西太平洋區，包括澳洲西北部、巴布亞紐幾內亞、新喀里多尼亞海域，棲息深度7-20公尺，體長可達18公分，棲息在沿岸底層水域，生活習性不明，具有毒性。